# Игры страсти
«Игры страсти» (англ. Passion Play) — американский драматический триллер 2010 года.

## Сюжет
Нэйт, неудачливый музыкант, бывший героиновый наркоман, зарабатывает свой кусок хлеба игрой на трубе. После одного из выступлений его связывают, бросают в автомобиль и отвозят в пустыню. Когда он приходит в себя то понимает, что его собираются убить, за неосторожную романтическую связь с женой гангстера Счастливчика Шэннона. В последний момент, Нейт, чудом, остаётся жив, его убийцу расстреливают индейцы. Нейт из последних сил добирается до ближайшего поселения, которым оказывается бродячий цирк.
В цирке Нейт встречается с Лили, девушкой, которую за деньги показывают на потеху зрителям. У неё есть крылья и вскоре и Нейт убеждается, что крылья настоящие. Лили даже может немного летать на них при встречном ветре, но боится, что они не выдержат её вес. Двое находят общий язык и вскоре бегут из цирка, поселившись в придорожном отеле. Нейт и Лили проводят ночь вместе. Лили исчезает из мотеля и Нейт находит девушку в больнице: она хочет избавиться от крыльев и жить нормальной жизнью с любимым человеком. Нейт отговаривает её. Тем временем Нейта продолжают преследовать гангстеры из банды. Нейт встречается со Счастливчиком и решает отдать им Лили в качестве расплаты за свой проступок. Счастливчик соглашается и, убедившись, что крылья у девушки настоящие, забирает Лили с собой. Девушка не сопротивляется, только просит не трогать больше Нейта.
Нейт после этого не находит себе места. При помощи своей подруги Хэрриет, он проникает в дом Шеннона и узнаёт о том, что гангстер выставил Лили для своих гостей в стеклянном кубе, почти обнаженной. Нейт разбивает куб, освобождает Лили и вместе с ней выбирается на крышу. Он просит девушку оставить его и улететь, но она не решается. Тогда Нейт бросается с крыши вниз. Лили летит за ним, подхватывает у земли и затем поднимается с ним вверх. Оба скрываются в небе.

## В ролях
| Актёр              | Роль               |
| ------------------ | ------------------ |
| Микки Рурк         | Нейт Пул           |
| Меган Фокс         | Лили Ластер        |
| Билл Мюррей        | Счастливчик Шеннон |
| Келли Линч         | Хэрриет            |
| Рис Иванс          | Сэм Адамо          |
| Крис Браунинг      | Сесил              |
| Марк Сивертсен     | Уолт               |
| Рори Кокрейн       | Рикки              |
| Фрэнк Бонд         | мужчина            |
| Аарон Шивер        | Расселл            |
| Роберт Уиздом      | Малкольм           |
| Брайан Дойл-Мюррей | Билли Берг         |
| Чак Лидделл        | Альдо              |

## Оценки фильма
Отзывы от критиков на фильм преимущественно негативные. На Rotten Tomatoes оценка — 3 %, средняя — 3,2/10. Не до конца отредактированный фрагмент фильма представили на Международном кинофестивале в Торонто в 2010 году. Еженедельник кинорецензий Variety описал в обзоре фестиваля «Игры страсти» как «извращённо эксцентричный» фильм.